# Jenîșkivți, Vinkivți
Jenîșkivți (în ucraineană Женишківці) este localitatea de reședință a comunei Jenîșkivți din raionul Vinkivți, regiunea Hmelnîțkîi, Ucraina.

## Demografie
Componența lingvistică a localității Jenîșkivți
     Ucraineană (95,9%)
     Rusă (3,81%)
     Alte limbi (0,29%)
Conform recensământului din 2001, majoritatea populației localității Jenîșkivți era vorbitoare de ucraineană (95,9%), existând în minoritate și vorbitori de rusă (3,81%).